# Willem Wagenaar

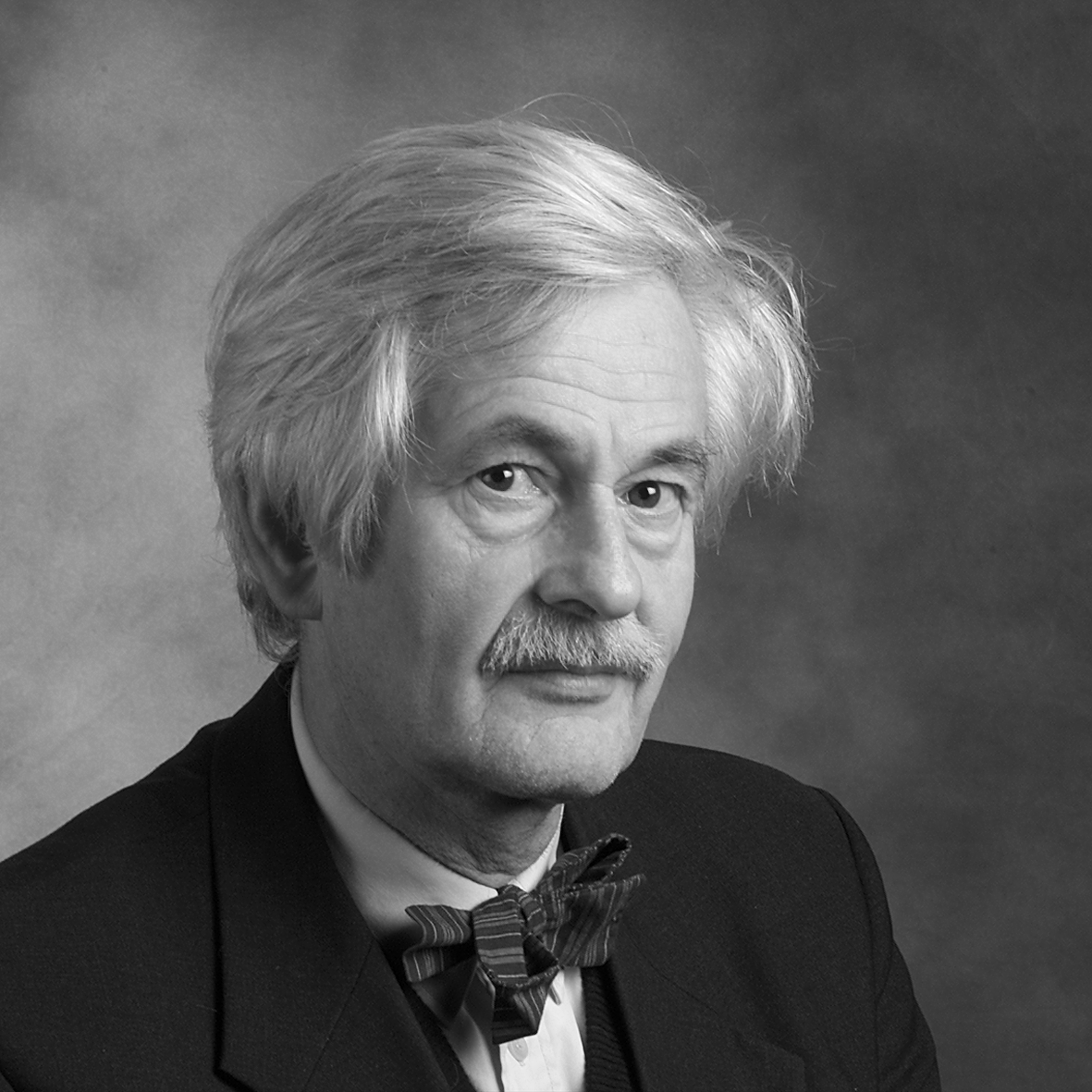
W.A. Wagenaar (Coll. Uniwersytet w Lejdzie)

Willem Albert Wagenaar (ur. 1941 w Utrechcie, zm. 27 kwietnia 2011) — holenderski psycholog. Badał procesy pamięciowe, zwłaszcza pamięć autobiograficzną.
Był członkiem Królewskiej Holenderskiej Akademii Sztuk i Nauk.
W 1986 opublikował swoje sześcioletnie badania nad własną pamięcią, w wyniku których odkrył m.in., że wspomnienia nieprzyjemnych zdarzeń zachowują się paradoksalnie: początkowo są słabo pamiętane, ale z biegiem czasu (w ciągu pierwszych 3 lat) zdolność do ich przypominania sobie rośnie. Dopiero po tym czasie ich pamięć stopniowo słabnie, co jest efektem typowego procesu zapominania. 
Zjawisko to może być tłumaczone między innymi poprzez trudności w kodowaniu informacji w pamięci długotrwałej (długi czas potrzebny do zintegrowania tych danych z posiadanymi już informacjami), a także poprzez wypieranie śladów pamięciowych i amnezję funkcjonalną.
Do pewnego stopnia podobne badanie do tego prowadzonego przez Wagenaara prowadziła Amerykanka Marigold Linton.